# La Renaissance
La Renaissance é o hino nacional da República Centro-Africana. Com letra do primeiro primeiro-ministro, Barthélémy Boganda, e música do mesmo compositor do hino nacional do Senegal, o francês Herbert Pepper, foi adoptado em 1960.